# Alfredo Woodward Téllez
Alfredo Woodward Téllez fue un político mexicano, miembro del Partido Revolucionario Institucional. 

## Inicios
Nació en la ciudad de Oaxaca, Oaxaca, el 9 de diciembre de 1905, siendo hijo del estadounidense William John Woodward y de Josefina Téllez Gil. Woodward llegó a Manzanillo, Colima, como gerente de la agencia aduanera Alberto P. Rojas e hijos, una poderosa negociación que tenía matriz en la esquina de Calle Donceles en la Ciudad de México y contaba con sucursales en Veracruz, Tamaulipas, Chihuahua, Chiapas, Oaxaca, Sinaloa, Sonora y Texas. Desempeñó numerosas actividades antes de ser empresario, tales como policía, chofer, empleado de mostrador, transportista y actor de cine.

## Política
Fue diputado local al Congreso de Colima para la XXXVII Legislatura (1954 - 1955). Fue presidente municipal de la ciudad de Manzanillo del estado de Colima en el periodo 1951 a 1954. Woodward llegó a poseer, además, toda una flota pesquera. Fue comunicador de los Faros de la Secretaría de Marina en el Pacífico Mexicano.

## Vida empresarial
Durante la Segunda Guerra Mundial se dedicó a la pesca de tiburón y cornuda, exportando grandes cantidades de partes del escualo usadas para la elaboración de vitamina A. Junto a Guillermo Adachi y Luis García Castillo fue uno de los promotores más activos del Torneo Internacional de Pesca de Pez Vela de Manzanillo, participando muchos años en esas justas deportivas. Falleció por razones de edad, el 25 de abril de 1988. Su nombre sigue ligado a las labores portuarias y políticas de Manzanillo, ya sea por la empresa aduanal de su hijo Guillermo Woodward Rojas o por Alfredo Woodward Rojas, excandidato a la presidencia municipal y regidor por el Partido de la Revolución Democrática.